# Пішохідний міст на Оболонський острів
Пішохідний міст на Оболонський острів, також відомий як Міст-хвиля, Міст-глист — пішохідний міст в Оболонському районі Києві через південну протоку між Дніпром та затокою Оболонь, який сполучає парк «Наталка» та рекреаційну зону на острові.
Архітектор — Андрій Сергійович Миргородський.

## Історія

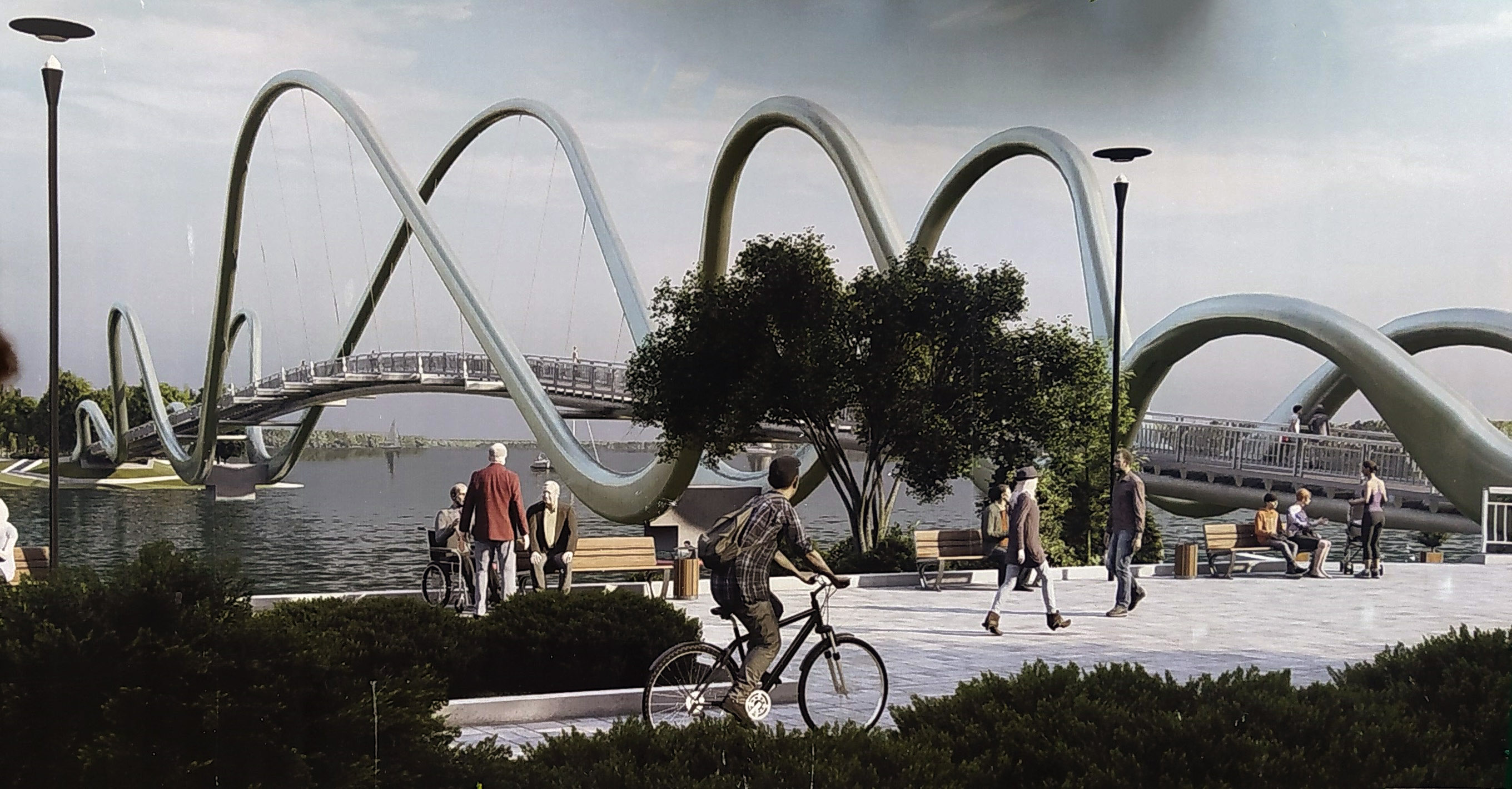
Візуалізація проєкту мосту

Будівництво мосту розпочато 2020 року. Фінансування проєкту мало відбуватися коштом ТОВ «СІА», що входить до складу київської будівельної корпорації Stolitsa Group. Близько 300 т металу для мосту було виготовлено на комбінаті «Азовсталь» напередодні повномасштабного вторгнення Росії. У 2022 році ТОВ «СІА» відмовилася від продовження фінансування робіт, будівництво було призупинено.
У січні 2023 року було оголошено, що Метрополія Великого Парижа готова профінансує добудову мосту на суму 19,5 ₴ млн. Навесні активні будівельні роботи було відновлено. Але через нестачу залучених коштів завершення будівельних робіт заплановане з міського бюджету. Повідомлялося, що Оболонська райдержадміністрація у 2023—2024 рр. витратила щонайменше 20 ₴ млн на цей міст.
Міст було відкрито 24 травня 2024 року. Остаточну вартість мосту не було оприлюднено. З будівництвом мосту пов'язано скандал, у зв'язку з сумнівами в доцільності його добудови під час широкомасштабної війни, а також витратою додаткових 170 млн ₴ на облаштування парку на Оболонському острові та 25 млн ₴ на будівництво другого мосту.